# 朱祐榰
壽定王朱祐榰（1481年12月2日—1545年），明憲宗第九子、母安妃姚氏。弘治四年（1491年）受封壽王。弘治十一年（1498年）就藩保寧府，十七年（1504年）改就藩德安府，嘉靖二十四年（1545年）去世，諡壽定王，無子封除。朱祐榰死后葬于京师西山，与王妃徐氏和继妃吴氏合葬。王妃徐氏早于朱祐榰去世，先葬于湖广应山县石龙山，王薨无嗣，皇上命内臣迎葬于京师西山，并迁妃柩与王合葬。